# Grecia (métro de Santiago)
Grecia est une station de la Ligne 4 du métro de Santiago, dans les communes de Ñuñoa, Macul et Peñalolén.

## La station
La station est ouverte depuis 2005.

## Origine étymologique
Situé dans la Grecia Roundhouse, doit son nom plutôt Avenue Grecia depuis les contreforts des Andes à proximité du centre de la ville elle-même.